# True (musikalbum)
True är ett album av den brittiska gruppen Spandau Ballet utgivet 1983.
Albumet nådde 1:a plats på brittiska albumlistan och blev gruppens stora internationella genombrott. Titelspåret True låg etta i fyra veckor på brittiska singellistan, Gold nådde 2:a plats på singellistan och ytterligare tre låtar från albumet, Lifeline, Communication och Pleasure, gavs ut som singlar.
Albumet återutgavs som CD 2003 och i en specialutgåva med en extra CD och en DVD 2010.

## Låtförteckning
Alla låtar komponerade av Gary Kemp.
1. "Pleasure" – 3:35
2. "Communication" – 3:40
3. "Code of Love" – 5:11
4. "Gold" – 4:51
5. "Lifeline" – 3:36
6. "Heaven Is a Secret" – 4:27
7. "Foundation" – 4:08
8. "True" – 6:30

## Medverkande
- Tony Hadley – sång
- Gary Kemp – låtskrivare, gitarr, sång, keyboards, piano
- Martin Kemp – basgitarr
- Steve Norman – saxofon, percussion
- John Keeble – trummor, vocals

- Jess Bailey – extra keyboards